# Ларрен, Фелипе
Фелипе Ларрен Баскуньан — чилийский экономист, бывший министр финансов при президенте Себастьяне Пиньере.

## Ранние годы
Родители Фелипе Ларрена — Висенте Ларрен Искьердо и Марта Баскуньан Ласкано. Его первоначальное обучение проходило в школе Сан-Игнасио и в школе Табанкура в Сантьяго-де-Чили. В период с 1976 по 1980 год он учился в колледже при Католическом университете Чили, где в 1981 году получил степень бакалавра гуманитарных наук (по специальности «экономика»). В 1981 году он был зачислен в аспирантуру по экономике в Гарвардском университете. В 1985 году он защитил докторскую диссертацию по теме «Очерки по валютному курсу и экономической активности в развивающихся странах».

## Профессиональная деятельность
Ларрен начал свою профессиональную академическую карьеру в Католическом университете Чили, читая лекции по макроэкономике, экономической истории и эконометрике. Через несколько лет он был назначен штатным профессором в том же учебном заведении. С 1985 по 1986 год он работал консультантом в монетарных и фискальных органах Боливии и Венесуэлы. В тот же период он продолжал выступать в качестве консультанта Всемирного банка. Эта деятельность продолжалась до 1988 года.
В 90-х годах он был частью команды экономистов из Всемирного банка, которая консультировала страны Восточной Европы касательно перехода к современной рыночной экономике. Он также работал в качестве экономического советника в Коста-Рике, Сальвадоре, Гватемале, Гондурасе и Никарагуа, а также в качестве консультанта Организации Объединенных Наций, ЭКЛАК (Экономической комиссии ООН для Латинской Америки и Карибского бассейна) и Международного валютного фонда.
Фелипе Ларрен получил несколько наград. В 1980 году он был награжден премией Рауля Ивера Оксли, как лучший выпускник по экономике на своём курсе. В 2002 году его коллеги из Католического университета Чили выбрали его коммерческим инженером года.

## Министр финансов
Ларраин был одним из главных членов группы Tantauco, которая выиграла выборы в 2009 году с Себастьяном Пиньерой в качестве кандидата в президенты. После их триумфа Ларраин стал министром финансов Чили и руководителем экономической группы в администрации Пинеры. Его мандат начался 11 марта 2010 года.
В октябре 2010 года он был назван «Министром Финансов года по развивающимся рынкам». В январе 2011 года британская газета The Banker назвала его «Министром финансов 2010 года в Америке».
Во время его администрации его работа была очень заметна, благодаря успешному плану по поиску ресурсов для проведения реконструкции после разрушительного землетрясения, которое нанесло урон огромному количеству инфраструктуры в феврале 2010 года, за несколько дней до начала администрации Пинеры. В 2012 году предложенная им налоговая реформа была успешно утверждена на Конгрессе. Реформа касалась введения дополнительных ресурсов в бюджет образования и финансирования пенсионной реформы, которая досталась от предыдущей администрации.
Одним из самых похвальных достижений в течение его мандата было создание более одного миллиона рабочих мест в период правления Пиньеры.
Он покинул свой пост 11 марта 2014 года вместе с окончанием деятельности правительства «Коалиции за перемены». В январе 2018 года было объявлено о его возвращении в Министерство финансов во втором правительстве Пиньеры, которое началось 11 марта того же года. Он оставался на посту до 28 октября 2019 года, когда Пиньера сменил кабинет на фоне протестов в Чили.

## Спорные ситуации
В мае 2018 года Ларрен был обвинён в использование более 5 миллионов песо государственных ресурсов для финансирования поездки в Бостон и участия в церемонии выпускников, на которую он был приглашен Гарвардским университетом. 25 мая 2018 года Совет Государственный Обороны исключил наличие противоправных деяний во время данной поездки. 12 июля 2018 года генеральный контролер Чили исключил нарушения в поездке Фелипе Ларрена, заявив, что «невозможно квалифицировать указанную поездку, как личную деятельность министра Ларрена Баскуньана, таким образом, нарушение в его действиях не признаётся».

## Другие должности
- Межамериканская инвестиционная корпорация (МАИК), бывший член Совета правления (с 2018 года)[13]
- Многостороннее агентство по инвестиционным гарантиям, Группа Всемирного банка, бывший член Совета Правления (с 2018 года)
- Всемирный банк, бывший член Совета Правления (с 2018 года)

## Публикации
- Чили: развитая нация, Агилар, публикация в 2007 году.
- Сакс Дж., Ларрен Ф. Б. Макроэкономика. Глобальный подход = Macroeconomics in the Global Economy. — М.: Дело, 1996. — 848 с.
- Потоки капитала, контроль над капиталом и валютные кризисы: Латинская Америка в 1990-х годах(редактор), издательство Мичиганского университета, 2000.
- Экономические преобразования Чили (соредактор), CEP, 2000.
- Чили к 2000 году: идеи для развития (редактор), CEP, 1995.
- Государственный сектор и латиноамериканский кризис (соредактор), Fondo de Cultura Económica, 1990.
- Долг, корректировка и восстановление: перспективы роста и развития в Латинской Америке (соредактор), Бэзил Блэквелл, 1989.
- Экспорт, большой вызов для Чили (соредактор), редакция Universitaria, 1988.
- Экономическое развитие в демократии: предложения для свободного и солидарного общества (редактор), Издания Universidad Católica de Chile, 1987.

Его книга «Macroeconomics in the Global Economy», написанная совместно с профессором Джеффри Саксом из Колумбийского университета (Prentice Hall, 1993), была переведена на немецкий, китайский, испанский, итальянский, японский, португальский, русский, арабский и голландский языки.
Он также опубликовал более ста статей в книгах и специализированных журналах в США, Европе и Латинской Америке.